# Mateu Lluís Símon i Delitala
Mateu Lluís Símon i Delitala (l'Alguer, 21 de setembre de 1761 - París, 10 de maig de 1816) fou un magistrat, polític i intel·lectual alguerès.

## Biografia
El seu pare era Bartomeu Simon, intendent del patrimoni reial a l'Alguer el 1767. Va estudiar amb els jesuïtes de l'Alguer, al col·legi Canopoleno de Sàsser i a l'arquebisbat de Càller. El 1784 es llicencià en filosofia i teologia i el 1787 en dret civil i canònic, i com que no tenia vocació religiosa va entrar a treballar en l'administració de la justícia del Regne de Sardenya, on el 1793 arribà a substitut del fiscal reial.
Durant el trienni revolucionari sard (1793-1796) fou diputat al Parlament sard, on es destacà per la seva lluita a favor d'una profunda reforma de les institucions locals d'antic règim. Va donar suport la revolta de Giovanni Maria Angioy, qui intentava d'abolir el feudalisme i d'establir una república amb l'ajuda dels revolucionaris francesos. Això el va obligar a fugir el 1796 i tornà un breu període a l'Alguer. Partidari de Napoleó Bonaparte, marxà a Gènova, després a Toscana i finalment a França, on va ocupar alguns càrrecs polítics, entre ells procurador imperial en el tribunal de Savona (1805), conseller a la Cort de Gènova (1812) i president de la de Parma. El 1814 va adoptar la nacionalitat francesa i li fou concedida la Legió d'Honor.
La seva obra consisteix en memòries escrites en italià i francès sobre els fets esdevinguts a Sardenya durant els anys de la Revolució Francesa, i va restar inèdita fins que fou publicada per Rafael Catardi entre 1964 i 1967. Hom creu que va publicar un poema en català. En el seu manuscrit Prospetto dell'Isola di Sardegna afirma que a l'illa de Sardenya es parlen cinc idiomes: espanyol, sard, italià, alguerès i sassarès i que l'alguerès és el català.

## Obres
- De origine immunitatis ecclesiarum (1787)
- De quaestionibus aut tormentis (1809)
- Notizie storiche su i viaggi dei papi in Francia (1805)
- Giornali storico di Cagliari
- Crisi política dell'isola di Sardegna (1964)
- Il bombardamento di Cagliari (1964)
- Mémoire pour Napoléon (1967)